# Hedgpethia dofleini
Hedgpethia dofleini är en havsspindelart som först beskrevs av Loman, J.C.C. 1911.  Hedgpethia dofleini ingår i släktet Hedgpethia och familjen Colossendeidae. Inga underarter finns listade i Catalogue of Life.